# Mayerův–Rokitanského–Küsterův–Hauserův syndrom
Mayerův–Rokitanského–Küsterův–Hauserův syndrom, též MRKH syndrom, je vrozená vývojová vada charakterizovaná zakrněním nebo úplnou absencí dělohy a částečně i pochvy a vejcovodů. Vaječníky jsou normálně vyvinuté a funkční a u postižených žen se s příchodem puberty vyvinou sekundární pohlavní znaky, ale k menstruaci nikdy nedojde. Právě primární amenorhea, tedy nezahájení menstruačního cyklu do 16 let věku, je často prvním příznakem MKRH. Případná ageneze pochvy je řešitelná plastickou operací a ženy s MKRH mohou vést normální sexuální život. Funkční vaječníky navíc umožňují početí dítěte buď po transplantaci dělohy dárkyně, nebo s využitím oplodnění in vitro a jeho donošení v děloze náhradní matky.